# Theridion corcyraeum
Espèce
Theridion corcyraeum est une espèce d'araignées aranéomorphes de la famille des Theridiidae.

## Distribution
Cette espèce est endémique de Grèce. Elle se rencontre à Corfou et en Crète.

## Description
La femelle holotype mesure 3,25 mm.

## Étymologie
Son nom d'espèce lui a été donné en référence au lieu de sa découverte, Corfou.

## Publication originale
- Brignoli, 1984 : Ragni di Grecia XII. Nuovi dati su varie famiglie (Araneae). Revue suisse de Zoologie, vol. 91, p. 281-321 (texte intégral).